# Дербі Каунті
«Дербі Каунті» (англ. Derby County Football Club) — англійський футбольний клуб з міста Дербі, графство Дербішир. «Дербі» є дворазовим чемпіоном Англії з футболу, клуб вигравав Кубок Англії і Суперкубок Англії. Був учасником першого в історії чемпіонату Англії з футболу 1888—1889 років. Грає на стадіоні «Прайд Парк» місткістю 33 597 глядачів.

## Історія «Дербі Каунті»
Футбольний клуб «Дербі Каунті» був створений в 1884 році крикетним клубом графства Дербішир. Незабаром клуб став одним з творців Футбольної Ліги в 1888 році. Перший матч «Дербі» в лізі був у гостях проти «Болтона» і завершився з рахунком 6:3 на користь «Дербі».

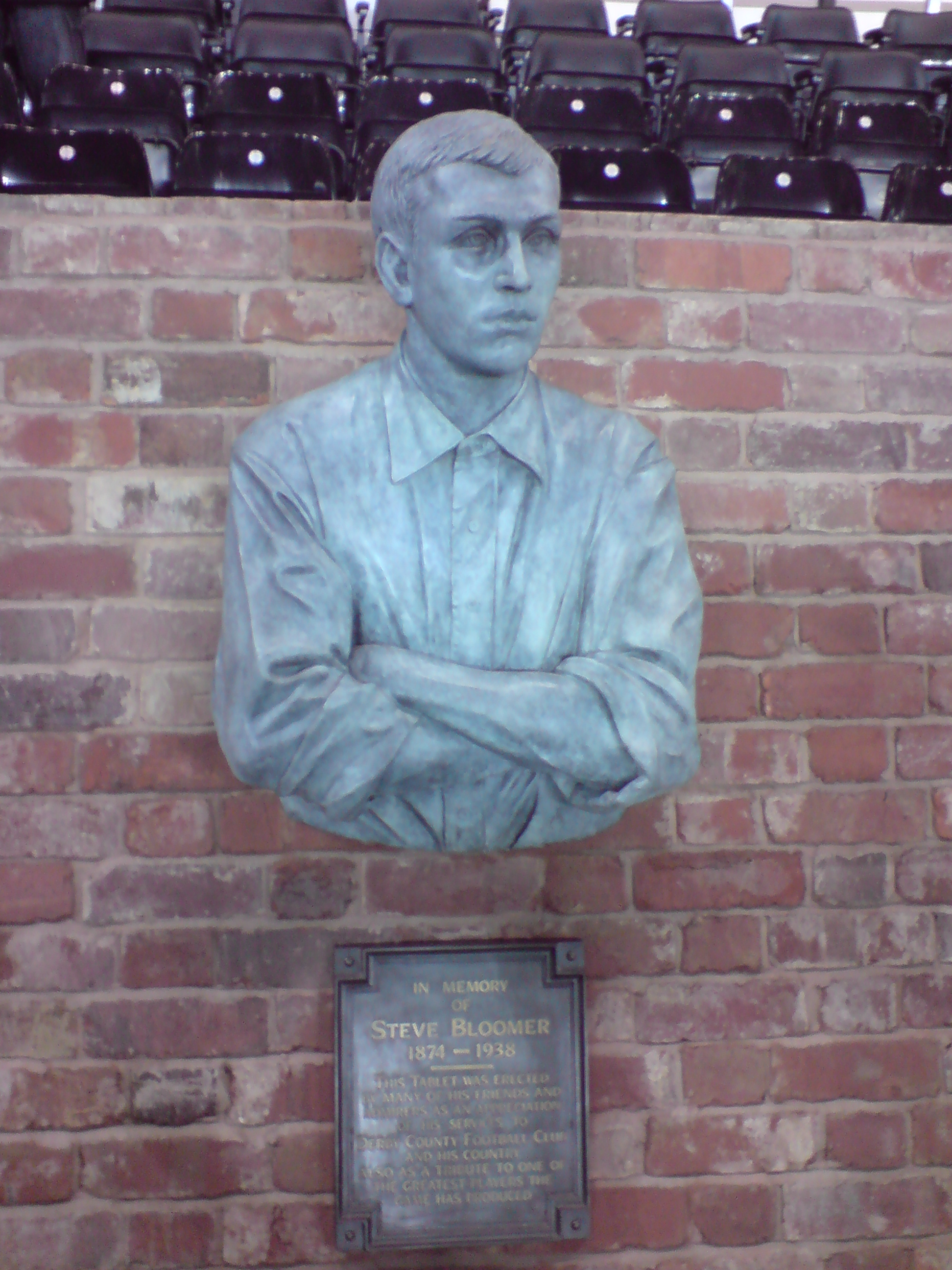
Стівен Блумер

У 1895 році «Дербі» переїхав на стадіон «Бейсбол Граунд». Цей стадіон завжди був однією з частин успіху «Дербі» протягом 102 років. Трибуни стадіону знаходилися дуже близько до поля, що не могло не позначитися на командах, які приїжджали до «Дербі» в гості. Адже грати проти команди, яку так палко підтримують свої уболівальники в кілька разів складніше, ніж на рідному стадіоні.
У проміжок з 1895 по 1909 рр. «Дербі Каунті» 8 разів виходив у півфінал Кубка Англії, при цьому 3 рази виходив у фінал, але, на жаль, програвав фінали клубам «Ноттінгем Форест», «Шеффілд Юнайтед» і «Бері». У чемпіонаті ж найкращим результатом за той період було 2 місце. Це було хорошим досягненням для команди. Легендою клубу того періоду, можна без сумнівів назвати Стівена Блумера, який зіграв за «Дербі» 525 матчів і забив 332 голи. Досягнення цього великого гравця досі утримується і є клубним рекордом.
Після 1909 року, у команди не дуже вдавалася гра, і лише в 1939 році «Дербі» дійшов до півфіналу Кубка Англії. Це досягнення на той час вважалося найкращим результатом команди.

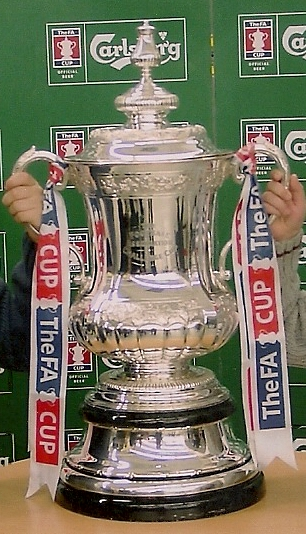
Кубок Англії, виграний клубом у 1946 році

У 1946 році, в перший сезон після перерви, пов'язаної з війною, «Дербі Каунті» відразу ж виграв Кубок Англії. Фінал був напруженим. Команді протистояв суперник в особі «Чарльтона» і лише в додатковий час вдалося визначити переможця. З рахунком 4:1 переміг «Дербі». Після цього у команди почалися важкі часи. У 60-і і 70-і роки команда металася між другим і третім дивізіонами. 
У 1968 році в команду приходить новий тренер. Ним стає Брайан Клаф. У цьому ж сезоні він повертає «Дербі» до Першого Дивізіону. Через три роки «Дербі Каунті» під керівництвом Брайна Клафа вперше виграв чемпіонат Англії, випередивши на фініші «Манчестер Сіті». Брайн Клаф зумів створити дуже талановиту та перспективну команду, що дозволило їй у 1975 році знову виграти чемпіонат, але вже під керівництвом Дейва Макея, колишнього капітана команди. 
У 1973 році, команда показує відмінну гру на європейській арені, і виходить до півфіналу Кубка Європейських Чемпіонів, поступившись путівкою у фінал, не кому-небудь, а італійському «Ювентусу». Проте, «Дербі» був гідний опинитися у фіналі. Півфінальна гра проти «Ювентуса» вибухнула величезним скандалом. Виявляється, що суддя матчу був підкуплений італійцями, але доказів так і не знайшли. 

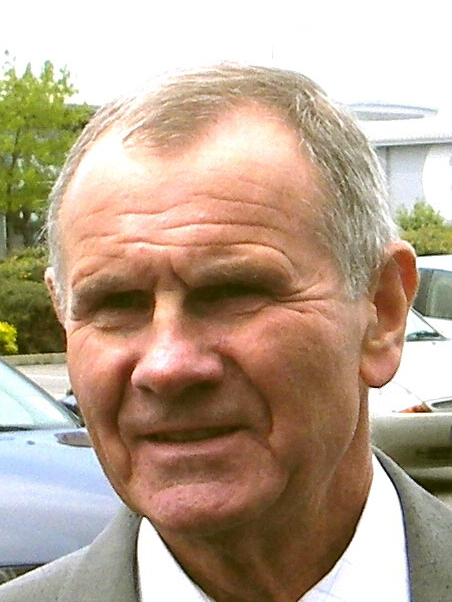
Артур Кокс - головний тренер "Дербі Каунті" у 1984-1993 рр.

У сезоні 1976/1977 рр. «Дербі Каунті» здобув свою найбільшу перемогу за всю історію. У Кубку УЄФА була розбита ірландська команда «Фінн Харпс» з рахунком 12:0. Після цього команда знову втрачає свою гру. «Дербі Каунті» надовго падає в Третій Дивізіон. У клубу були серйозні фінансові проблеми до тих пір, поки його не викупив відомий медіа-магнат Роберт Максвелл. Тренером став Артур Кокс, який за три сезони вивів команду назад в Перший Дивізіон. 
У 1991 році команда знову вилетіла у Другий Дивізіон, який тоді став Першим після створення Прем'єр-ліги. У Першому Дивізіоні «Дербі Каунті» залишався декілька сезонів. 
У 1995 році команду очолив Джим Сміт, який в першому ж сезоні повернув клуб у Прем'єр-Лігу. Після виходу в Прем'єр-лігу, в сезоні 1996/1997, «Дербі Каунті» зайняв 12-е місце. 
Цей рік став першим роком життя команди в Прем'єр Ліги, але останнім для стадіону «Бейсбол Граунд», на якому клуб грав свої матчі цілих 102 роки. 
Клуб переїхав на новий стадіон «Прайд Парк», який вміщає 30 тисяч чоловік. 
У сезоні 1997/1998 рр. «Дербі Каунті» фінішував на 9-му місці, набравши 55 очок. Прогрес команди тривав два роки. 
У сезоні 1999/2000 рр. «Дербі» зайняв лише 16-те місце, а в сезоні 2000/2001 рр. вже 17-те місце. 
У жовтні 2001 року Джим Сміт іде з посади головного тренера «Дербі». Новим тренером став колишній гравець команди Колін Тодд. Але протримався Тодд не довго. Через 3 місяці після свого призначення, він був звільнений за ганебну поразку в матчі за Кубок Англії проти «Бристоль Роверз». 
Наприкінці січня 2002 року на посаду тренера був призначений Джон Грегорі. У Джона Грегорі була хороша репутація, і керівництво команди вважало, що він зможе врятувати «Дербі» від вильоту з Прем'єр-Ліги. Але після 7 поразок з 8 останніх турів чемпіонату, «Дербі» все-таки вилітає з Прем'єр-Ліги. 
Після цього у команди почалися серйозні фінансові проблеми. Команді довелося продати багатьох ключових гравців. Джон Грегорі був тимчасово усунений від роботи над командою, а його роботу став тимчасово виконувати Джордж Берлі. У результаті контракт Джона Грегорі підійшов до кінця, і Джордж Берлі став головним тренером команди. 
Після цього у команди мінялися і спонсори та тренери. Команду лихоманило. 
І ось нарешті у 2007 році, команда знову отримала можливість зіграти в Прем'єр-Лізі. 
Цього разу вже під керівництвом Біллі Девіса.
Сезон 2007/08 став справжнім жахом для прихильників команди. «Барани» з тріском вилетіли з еліти, беззаперечно зайнявши останнє місце з 11-ма набраними очками (лише одна перемога над «Ньюкасл Юнайтед»).
Надалі команда знову, як і кількома роками раніше, застрягла у «болоті» Чемпіон шипу. Сезон 2009/10 колектив закінчив на 14-му місці.

## Досягнення
Прем'єр-ліга і попередні їй ліги (перший рівень у системі футбольних ліг Англії) 
- Чемпіон: 1972, 1975
- Друге місце: 1896, 1930, 1936
- Третє місце: 1894, 1897, 1949, 1974

Чемпіонат Футбольної Ліги і попередні їй ліги (другий рівень у системі футбольних ліг Англії) 
- Чемпіон: 1912, 1915, 1969, 1987
- Друге місце: 1926, 1996
- Третє місце: 1924, 1925, 1992, 2007
- Переможці стадії плей-оф: 2007
- Брали участь у стадії плей-оф: 1994, 2005

Перша футбольна ліга і попередні їй ліги (третій рівень у системі футбольних ліг Англії) 
- Чемпіон: 1957
- Друге місце: 1956
- Третє місце: 1986

Кубок Англії з футболу
- Переможець: 1946
- Фіналіст: 1898, 1899, 1903

Суперкубок Англії з футболу
- Переможець: 1975

## Рекорди
Найбільша перемога в лізі: 9:0 над «Вулвергемптон Вондерерз», Перший Дивізіон, 10 січня 1891 року; 9:0 над «Шеффілд Венсдей», Перший Дивізіон, 21 січня 1899 року
Найбільша кубкова перемога: 12:0 над «Фінн Харпс», Кубок УЄФА, перший раунд, 15 вересня 1976 року
Найбільша поразка: 2:11 від «Евертона», Кубок Англії, перший раунд, сезон 1889/90 рр.
Найбільше перемог поспіль: 9 - з 15 березня 1969 року по 19 квітня 1969 року
Найбільше поразок поспіль: 8 - з 12 грудня 1987 року по 10 лютого 1988 року
Найбільше матчів без поразок: 22 - з 8 березня 1969 року по 20 вересня 1969 року
Найбільше матчів без перемог: 20 - з 15 грудня 1990 року по 23 квітня 1991 року
Найбільша кількість голів в лізі (сукупно): Стів Блумер, 292, 1892-1906 та 1910-1914 рр.
Найбільша кількість голів в одному матчі ліги: Стів Блумер, 6 проти «Шеффілд Венсдей
», Перший Дивізіон, 2 січня 1899 року
Найбільша кількість матчів в лізі: Кевін Хектор, 486, 1966-1978 та 1980-1982 рр.
Наймолодший гравець в матчі ліги: Лі Холмс, 15 років 268 днів проти «Грімсбі Таун», 26 грудня 2002 року
Найстарший гравець в матчі ліги: Пітер Шилтон, 41 рік 235 днів 11 травня 1991 року
Рекордна виручка від трансферу: £7,000,000 за Сета Джонсона від «Лідс Юнайтед», жовтень 2001 року
Рекордна сума, заплачена за трансфер: £6,000,000 за Бредлі Джонсона «Норвіч Сіті», вересень 2015 року